# Samael (band)
Samael er et black/industrial metal-band, dannet i 1987 i Sion, Schweiz.

## Biografi
Selvom meget af deres musik fra midten af 1990'erne og fremad har indarbejdet elektroniske lyde, og mange derfor ville beskrive dem som industral metal, startede Samael som et tidligt black metal-band fra den "anden bølge af black metal", og en innovator indenfor post-black metal-stilarter.
Deres første demo viste en langsom, doom-lignende form for thrash metal med rå vokal, meget lig Celtic Frost. Nogle af sangene ville senere blive inkluderet på debutalbummet Worship Him (1991) og Blood Ritual (1992), som blev hjulpet med distributionen af guitaristen og pladeselskabsejeren Euronymous (Øystein Aarseth) fra det norske black metal-band Mayhem.
Omkring Ceremony of Oppositess (1994) udgivelse, begyndte bandet at bruge industrial-agtige sangteknikker, vist ved brugen af keyboards og minimalistisk akustisk perkussion. På dette tidspunkt havde de forladt det franske pladeselskab Osmose Productions, og skrev i stedet kontrakt med det store Century Media Records.
Med udgivelsen af deres album Passage (1996) fik de en større fanbase, og musikvideoen til sangen "Jupiterian Vibe" blev endda vist på MTV's Headbanger's Ball.
Efter udgivelsen af Eternal (1999) ville Samael ikke forny deres kontrakt med Century Media. I 2004 blev Reign of Light udgivet gennem det uafhængige pladeselskab Galactical Records.
I 2006 blev albummet Era One dog udgivet via Century Media Records. Det indeholder en bonusdisk, "Lesson in Magic #1," som er instrumental og udelukkende bliver spillet af keyboardspiller Xy. Selve albummet blev indspillet i 2002, og bonusdisken et år senere.
I juni 2007 udgav de albummet Solar Soul, som opsummerede og kombinerede mange af deres tidligere albums stilarter siden Passage.

## Diskografi

### Album
- Worship Him (1991)
- Blood Ritual (1992)
- Ceremony of Opposites (1994)
- Passage (1996)
- Eternal (1999)
- Reign of Light (2004)
- Era One (2006)
- Solar Soul (2007)
- Lux Mundi (2011)
- Hegemony (2017)

### Andre udgivelser
- Medieval Prophecy (7" ep 1988)
- 1987 – 1992 (Compilation, 1995)
- Rebellion (MCD, 1995)
- Exodus (MCD, 1998)
- Black Trip (DVD, 2003)
- Telepath (Single, 2004)
- On Earth (Single, 2005)
- Aeonics – An Anthology (opsamling, 2007)
- Valkyries New Ride (Single, 2007)

## Medlemmer
- Vorph – Vokal, Guitar
- Makro – Guitar
- Mas – Bas
- Xy – Live og programmerede trommer, keyboards, samples

### Tidligere medlemmer
- Rodolphe H. – Keyboards og Samples på Ceremony of Opposites og Rebellion.
- Kaos – Guitar på Passage, Exodus og Eternal
- Pat Charvet – Trommer (1987-1988)